# 1940-ih
2. tisućljeće
◄ | 19. stoljeće | 20. stoljeće | 21. stoljeće | ►
◄ | 1910-ih | 1920-ih | 1930-ih | 1940-ih | 1950-ih | 1960-ih | 1970-ih | ►
1940. | 1941. | 1942. | 1943. | 1944. | 1945. | 1946. | 1947. | 1948. | 1949.

## Događaji i trendovi
- Atomsko bombardiranje Hiroshime i Nagasakija
- Nastaju Ujedinjeni narodi
- Početak hladnog rata
- Potonuće Wilhelma Gustloffa
- Potonuće japanskog bojnog broda Yamato
- KMS Bismarck doživljava napade na kraljevsku mornaricu Engleske na Sjevernom Atlantskom oceanu

## Svjetska politika
- Drugi svjetski rat